# Henry Rider Haggard
Sir Henry Rider Haggard (Norfolk, Anglaterra, 22 de juny de 1856 – 14 de maig de 1925), va ser un escriptor britànic de l'Era Victoriana. Es va dedicar fonamentalment a la novel·la d'aventures, situades en ambients considerats exòtics pels lectors anglesos del seu temps.

## Biografia
Haggard tenia una experiència de primera mà sobre els escenaris de les seues novel·les, gràcies als seus nombrosos viatges. En primer lloc va viatjar a la província de KwaZulu-Natal l'any 1875, com a secretari del governador colonial Bulwer. Ocupant aquest lloc, va estar present a Pretoria en l'anunci oficial de l'annexió britànica de la República Bòer de Transvaal. De fet, Haggard va haver de llegir gran part de la proclamació a causa de la pèrdua de veu del funcionari que se n'havia d'ocupar.
l'any 1878 va esdevenir registrador del tribunal de Transvaal, a la regió que formaria part de Sud-àfrica. Eventualment va retornar a Anglaterra amb l'objectiu de trobar esposa, casant-se amb Mariana Louisa Margitson, la qual va tornar a Àfrica amb ell. Va tenir un fill anomenat Jock (mort de rubèola als 10 anys) i tres filles.
Retornats de nou a Anglaterra l'any 1882, la família es va instal·lar a Ditchingham, Norfolk. Després van residir a Kessingland. Va centrar-se en els estudis de dret, obtenint la llicència d'advocat l'any 1884. Però la pràctica del dret el va decebre, i gran part del seu temps el va dedicar a la literatura.
Tot i que les seues novel·les contenen una gran part des prejudicis de la cultura colonial britànica, són inusuals per la seua simpatia envers els pobles nadius africans. Sovint els personatges africans ocupen papers heroics, tot i que els protagonistes sempre són invariablement europeus. Un exemple notable és Ignosi, el legítim rei de Kukuanaland a Les mines del rei Salomó. Havent entaulat una intensa i mútua amistat amb els tres homes anglesos que l'ajuden a reclamar el tron, accepta sàviament accepta el seu consell de suprimir les caceres de bruixes i l'arbitrària imposició de la pena de mort.
Haggard és conegut sobretot pel seu "best-seller" Les mines del rei Salomó (King Solomon's Mines), i també per She, Ayesha (seqüela d'Ella), Allan Quatermain (seqüela de Les mines del rei Salomó), i la novel·la èpica d'ambient viking, Eric Brighteyes.
A Ella, un professor de Cambridge, Horace Holly i el seu fill adoptiu, Leo Vincey viatgen a Àfrica. Hi troben una reina blanca, Ayesha, que s'ha fet immortal introduint-se en una foguera, la genuïna font de la vida. Es tracta de la figura prototípica de la dona poderosa. Ella és alhora desitjada i temuda; una criatura de bellesa sobrenatural que no dubta en assassinat tothom que l'amoïne o s'interpose en el seu camí. Els viatgers descobreixen que Ayesha ha estat espereant durant 2000 anys la reencarnació del seu amant Kallikrates, a qui ella va matar en un arravatament de gelosia. Ella creu que Vincey és la reencarnació de Kallikrates.
En el clímax de la novel·la, Ayesha acompanya els dos homes a veure la foguera màgica. Vol que Leo s'hi introduisca per a esdevenir immortal i romandre amb ella eternament. Els dubtes d'ell sobre la seguretat de la prova fan que ella s'hi introduisca per tal de demostrar que no hi cap perill. Però aquesta segona immersió reverteix els efectes i Ella recupera la seua vertadera edat i immediatament mor. Tanmateix, abans de morir li diu a Vincey: "No moro. Tornaré de nou." 
Al llarg de la narració, Haggard explora els temes del poder, la vida, la mort, ra reencarnació, la sexualitat i el destí.
Tot i que Haggard no és ara tan popular com quan van aparèixer els seus llibres, alguns dels seus personatges han tingut un notable impacte en el pensament de les primeries del Segle XX. Ayesha, la dona protagonista d'Ella, va ser citada tant per Sigmund Freud a La interpretació dels somnis com per Carl Jung com a prototip de dona. Allan Quatermain, l'heroi de Les mines del rei Salomó i la seua seqüela, encara formen part de la cultura popular occidental. Com a popularitzador del gènere del Món perdut Haggard ha exercit una àmplia influència en el camp de la ciència-ficció i de la fantasia a través de les obres d'Edgar Rice Burroughs. Allan Quatermain ha estat identificat com un dels models en què es va inspirar el personatge d'Indiana Jones, protagonista de les pel·lícules A la recerca de l'arca perduda, Temple of Doom i Indiana Jones and the Last Crusade.
Haggard també va escriure sobre temes socials i sobre la reforma agrària, en part inspirat per les seues experiències a Àfrica.

## Obres
- 1884 Dawn
- 1884 The Witch's Head
- 1885 Les mines del rei Salomó
- 1887 Ella
- 1887 Jess
- 1887 Allan Quatermain
- 1887 A Tale of Three Lions
- 1888 Mr. Meeson's Will
- 1888 Maiwa's Revenge
- 1888 My Fellow Laborer and the Wreck of the Copeland
- 1888 Colonel Quaritch, V.C.
- 1889 Cleopatra
- 1889 Allan's Wife
- 1890 Beatrice
- 1890 The World's Desire (en col·laboració amb Andrew Lang)
- 1891 Eric Brighteyes
- 1892 Nada the Lily
- 1893 Montezuma's Daughter
- 1894 The People of the Mist
- 1895 Joan Haste
- 1895 Heart of the World
- 1895 Church and State
- 1896 The Wizard
- 1898 Dr. Therne
- 1898 Swallow
- 1899 A Farmer's Year
- 1899 The Last Boer War
- 1899 The Spring of Lion
- 1900 Elissa; the doom of Zimbabwe. Black Heart and White Heart; a Zulu idyll.
- 1900 The New South Africa
- 1901 A Winter Pilgrimage
- 1901 Lysbeth
- 1902 Rural England
- 1903 Pearl Maiden
- 1904 Stella Fregelius
- 1904 The Brethren
- 1905 The Poor and the Land
- 1905 Ayesha
- 1905 A Gardener's Year
- 1905 Report of Salvation Army Colonies
- 1906 The Way of the Spirit
- 1906 Benita
- 1907 Fair Margaret
- 1908 The Ghost Kings
- 1908 The Yellow God
- 1909 The Lady of Blossholme
- 1910 Queen Sheba's Ring
- 1910 Regeneration: An account of the social work of the Salvation Army
- 1910 Morning Star
- 1911 Red Eve
- 1911 The Mahatma and the Hare
- 1911 Rural Denmark
- 1912 Marie
- 1913 Child of Storm
- 1914 The Wanderer's Necklace
- 1914 A call to Arms
- 1915 The Holy Flower
- 1916 After the War Settlement and Employment of Ex-Service Men
- 1916 The Ivory Child
- 1917 Finished
- 1918 Love Eternal
- 1918 Moon of Israel
- 1919 When the World Shook
- 1920 The Ancient Allan
- 1920 Smith and the Pharaohs
- 1921 She and Allan
- 1922 The Virgin of the Sun
- 1923 Wisdom's Daughter
- 1924 Heu-Heu
- 1925 Queen of the Dawn
- 1926 The Days of my Life: An autobiography of Sir H. Rider Haggard
- 1926 Treasure of the Lake
- 1927 Allan and the Ice Gods
- 1929 Mary of Marion Isle
- 1930 Belshazzar

### Sèrie d'Allan Quatermain
- Les mines del rei Salomó
- Allan Quatermain
- Allan's Wife
- Maiwa's Revenge: or, The War of the Little Hand
- Marie
- Child of Storm
- (Allan and) The Holy Flower
- Finished
- The Ivory Child
- The Ancient Allan
- She and Allan
- Heu-heu: or The Monster
- The Treasure of the Lake
- Allan and the Ice-gods

### Sèrie d'Ayesha
- Ella
- Ayesha: El retorn de "Ella"
- She and Allan
- Wisdom's Daughter: The Life and Love Story of She-Who-Must-Be-Obeyed